# Кашкаровы
Кашкаро́вы — русский дворянский род.
Происходит от легендарного касожского князя Редеди Михайло Кузмич Глебов-Кошкар был родоначальником Кашкаровых. Андрей Фёдорович Кашкаров при Иване Грозном 2-й воевода в Ивангороде и стрелецкий голова в Коломне (1559), казнён в 1570.
Его племянник Иван Азарьевич стрелецкий голова в Астрахани (1591—1592), голова в зимнем немецком походе.
При подаче документов (1686) для внесения рода в Бархатную книгу, была предоставлена родословная роспись Кашкаровых и шесть указных царских грамот (1559 - 1593).
Род Кашкаровых внесён в VI часть родословной книги Санкт-Петербургской, Новгородской, Пензенской и Тамбовской (Гербовник, VIII, 96).

## Описание герба
В щите, разделённом перпендикулярно надвое, в правой половине в красном поле крестообразно положены 2 золотые шпаги, остриями вверх (изм. польский герб Пелец). В левой половине в голубом поле находится лев с мечом в правой лапе.
На щите дворянский коронованный шлем. Нашлемник: три страусовых пера. Намёт на щите голубой, подложен золотом. Герб рода Кашкаровых внесён в Часть 8 Общего гербовника дворянских родов Всероссийской империи, стр. 96.

## Известные представители
- Кашкаров Иван Иванович — мещовский городовой дворянин (1627—1629).
- Кашкаров Василий Петрович — московский дворянин (1678).
- Кашкаров Григорий Васильевич — стряпчий (1679), стольник (1686—1692).
- Кашкаров Пётр Васильевич — стряпчий (1682—1692)[3].